# Carl Hahn senior

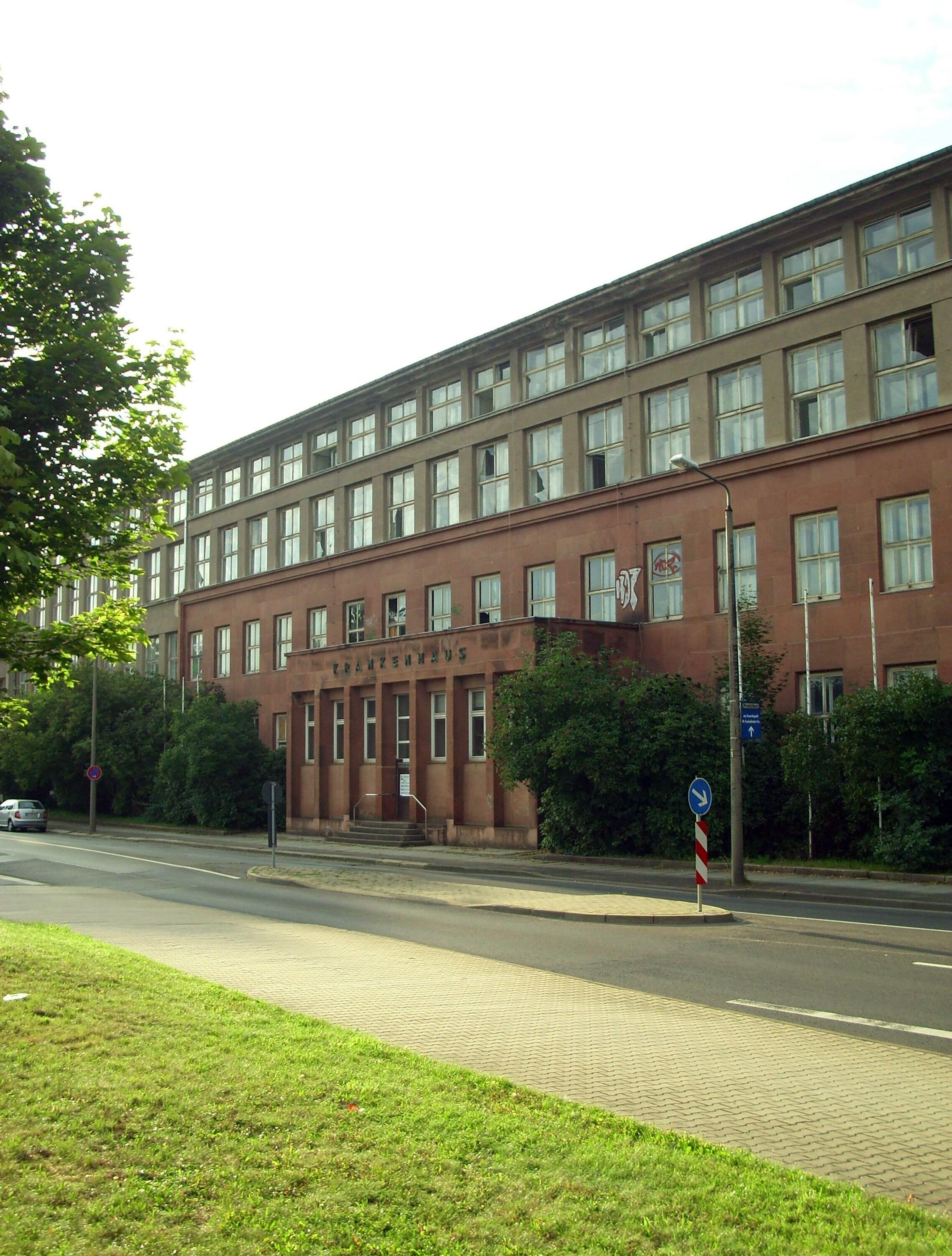
Die ehemalige Firmenzentrale der Auto Union AG in Chemnitz

Carl Hahn (* 4. März 1894 in Gratzen, Böhmen; † 5. Juni 1961 in Le Zoute, Belgien) war ein deutsch-österreichischer Manager der Automobilindustrie und Unternehmer.

## Leben
Carl Hahn wurde als Sohn des Oberforstrats Carl Hahn (1862–1932) und seiner Ehefrau Anna geb. Buhl (1871–1923) geboren. Nach dem Abitur am Obergymnasium Seitenstetten leistete er von 1914 bis 1918 seinen Kriegsdienst in der Armee Österreich-Ungarns. Nach einem Studium der Agrarwissenschaften an der Hochschule für Bodenkultur in Wien von 1918 bis 1921 und der Promotion zum „Doktor der Bodenkultur“ im Jahre 1921 erhielt Hahn – nach einer kurzen Beschäftigung in der Warenabteilung der Steirer Bank in Graz – im April 1922 in Sachsen eine Anstellung als persönlicher Assistent des Inhabers und wenig später zudem Verkaufsleiter bei den Zschopauer Motorenwerken J. S. Rasmussen mit der Marke DKW. Zu Hahns Aufgaben gehörte auch die Produktwerbung, dabei hatte er wesentlichen Anteil an der Entwicklung des Unternehmens zum weltgrößten Motorradhersteller im Jahr 1928. Als die Zschopauer Motorenwerke 1923 von einer OHG in eine Aktiengesellschaft umgewandelt wurden, wurde Hahn in den Vorstand der Gesellschaft berufen.
Als DKW 1930 in eine Krise geriet, führte dies zu unterschiedlichen Vorstellungen zwischen Rasmussen und Hahn über die weitere Konzeption des mittlerweile zum Konzern angewachsenen Unternehmens. Neben Richard Bruhn gehörte Hahn zu den Mitbegründern der Mitte 1932 auf Betreiben der Sächsischen Staatsbank entstandenen Auto Union AG mit Sitz Chemnitz (bis 1936 Zschopau), in der Rasmussens überschuldeter DKW-Konzern aufging. Im neuen Auto-Union-Konzern übernahm Hahn als stellvertretendes Vorstandsmitglied das Verkaufsmanagement für den Bereich Zweitaktfahrzeuge der Marke DKW. Dabei kam es wenig später zum völligen Zerwürfnis mit Rasmussen, dem er 1934 gemeinsam mit Bruhn die Kündigung aussprach. Ab August 1935 war er vorübergehend als Vorstandsvorsitzender der Martin Brinkmann AG Bremen, damals Deutschlands größte Tabakfabrik, tätig, kehrte jedoch Im April 1936 auf seine vorherige Stelle bei der Auto Union in Chemnitz zurück. 1937 wurde er außerdem in den Aufsichtsrat der Chemnitzer Maschinenbaufirma Germania berufen, wo er auch erhebliche private Investitionen tätigte.
Carl Hahn war zum 1. Mai 1933 der NSDAP beigetreten (Mitgliedsnummer 2.442.505). Im Mai 1945 floh Carl Hahn vor der anrückenden Roten Armee und fand Zuflucht bei Freunden im Wasserschloss Sandizell in Bayern. 1946 zog er nach Benrath und war in den Hoffmann-Werken Lintorf des Fahrzeugunternehmers Jakob Oswald Hoffmann (1896–1972) tätig. 1947 entwickelte er für den deutschen Markt Tampons, die Dr. Carl Hahn KG brachte die Marke o.b. 1948 auf den Markt.
Die Auto Union AG war im August 1948 im Handelsregister Chemnitz gelöscht worden. Hahn und Bruhn gehörten zu den Initiatoren zur Schaffung einer „neuen“ Auto Union im bayerischen Ingolstadt. Hahn war Gesellschafter, Geschäftsführer und Assistent des Präsidenten.
Nach einem Herzinfarkt im August 1956 legte er am 30. Juni 1957 alle Funktionen nieder.

## Privates
In erster Ehe heiratete Carl Hahn am 14. September 1925 in Gelenau Maria „Mia“ Luisa Lina Kusel (* 30. Mai 1905 in Meerane; † 5. Juni 1986 in Wolfsburg). Sie war die Tochter des Direktors der Baumwollspinnerei AG Gelenau/Erzgeb. Friedrich „Fritz“ Wilhelm Arnold Kusel (1871–1936) und seiner Frau Maria Louise geb. Sistig (1872–1961). Am 1. Juli 1926 kam sein Sohn Carl Horst Hahn (1926–2023) in Chemnitz zur Welt, der später gleichfalls als Manager in der Automobilindustrie erfolgreich und bekannt wurde. Von 1982 bis 1993 war Hahn jr. Vorstandsvorsitzender der Volkswagen AG. Am 19. August 1933 wurde ein weiterer Sohn, Wolfgang Günter Hahn, in Chemnitz geboren. Die Ehe wurde 1954 geschieden.
Am 13. August 1955 heiratete Hahn in zweiter Ehe in Badenweiler Eleonore „Nono“ Elisabeth Anna Marie Burggräfin und Gräfin zu Dohna-Schlobitten (* 5. August 1923; † 24. April 2012). Aus dieser Verbindung stammen die beiden Töchter Anna-Renata (* 27. August 1956) und Caroline (* 2. Mai 1958).